# 江头街道
江头街道是中国福建省厦门市湖里区下辖的一个街道。

## 历史沿革
2004年7月1日，禾山镇撤销，并设立江头街道、禾山街道和金山街道。

## 行政区划
江头街道共辖9个社区，分别是：
江头社区、吕厝社区、吕岭社区、园山社区、金尚社区、江村社区、蔡塘社区、后埔社区、祥店社区。
另有忠仑社区正在筹备中。